# Dix-huitième circonscription de la préfecture d'Osaka
La dix-huitième circonscription de la préfecture d'Osaka (大阪府第18区, Ōsaka-fu dai-jūhachi-ku) est l'une des dix-neuf circonscriptions législatives que compte la préfecture d'Osaka au Japon.

## Description géographique
La dix-huitième circonscription de la préfecture d'Osaka regroupe les villes de Kishiwada, Izumiōtsu, Izumi et Takaishi et le district de Senboku.

## Députés
| Législature | Début de mandat | Fin de mandat | Député élu          | Parti politique | Parti politique |
| ----------- | --------------- | ------------- | ------------------- | --------------- | --------------- |
| 41e         | 1996            | 2000          | Tarō Nakayama       |                 | PLD             |
| 42e         | 2000            | 2003          | Tarō Nakayama       |                 | PLD             |
| 43e         | 2003            | 2005          | Tarō Nakayama       |                 | PLD             |
| 44e         | 2005            | 2009          | Tarō Nakayama       |                 | PLD             |
| 45e         | 2009            | 2012          | Osamu Nakagawa (ja) |                 | PDJ             |
| 46e         | 2012            | 2014          | Takashi Endō (ja)   |                 | ARJ             |
| 47e         | 2014            | 2017          | Takashi Endō (ja)   |                 | Ishin           |
| 48e         | 2017            | 2021          | Takashi Endō (ja)   |                 | Ishin           |
| 49e         | 2021            | 2024          | Takashi Endō (ja)   |                 | Ishin           |
| 50e         | 2024            | -             | Takashi Endō (ja)   |                 | Ishin           |